# Mel and Kim
Mel and Kim (stilizzate come MӗL & KIM) sono state un duo pop inglese, composto dalle sorelle Appleby, Melanie Susan e Kim Loraine. Ottennero successo tra il 1986 e il 1988, prima che Melanie fosse colpita da un cancro che la portò alla morte nel gennaio del 1990, all'età di 23 anni.
Il duo raggiunse il primo posto nella classifica dei singoli del Regno Unito con il brano del 1987 Respectable, che arrivò in cima anche alla classifica dance statunitense. Ebbero altri tre successi nella Top 10 del Regno Unito con Showing Out (Get Fresh at the Weekend) (1986), F.L.M. (1987) e That's the Way It Is (1988). Nel 1988 furono nominate per un Brit Award come miglior artista rivelazione britannica. Dopo la morte di Mel, Kim intraprese una carriera da solista ed ottenne due successi nella Top 10 del Regno Unito con Don't Worry (1990) e G.L.A.D. (1991).

## Storia
Mel (11 luglio 1966-18 gennaio 1990) e Kim (28 agosto 1961) sono nate da padre giamaicano e madre inglese.
Nel 1985 Mel registrò due demo da solista, sotto la direzione di Alan Whitehead. Poco dopo, a lei si unì la sorella Kim ed iniziarono ad esibirsi come duo, registrando alcune nuove demo grazie alle quali ottennero un contratto con la Supreme Records. Nick East, presidente della Supreme, le mise in contatto con il team di produttori Stock, Aitken & Waterman. All'epoca Mel & Kim avevano come agente Alan Whitehead, ma non appena il loro primo singolo entrò in classifica venne sostituito.
"Ricordo che ci colpì che questi erano i produttori della canzone di Princess Say I'm Your Number One, perché in realtà ci aspettavamo qualcuno come Quincy Jones", raccontò Kim a proposito del suo primo incontro con il nuovo team di produzione. "Eravamo entrambe convinte che Stock, Aitken e Waterman avessero incaricato un tizio giovane e con talento musicale di svolgere il lavoro di produzione dietro le quinte, mentre loro si occupavano della gestione dell'intero progetto".
Come loro primo singolo si pensava a una tranquilla canzone soul-pop intitolata System, ma i loro nuovi produttori non ne furono contenti e divenne così il "lato B" del loro primo disco Showing Out (Get Fresh at the Weekend). Dopo aver conosciuto le ragazze, il produttore Pete Waterman si convinse che la musica del gruppo avrebbe dovuto riflettere le loro personalità vivaci e smaliziate, scegliendo come veicolo perfetto il sound della Chicago house, genere musicale all'epoca emergente. 
"Abbiamo ricevuto una chiamata da Nick East, che ci disse che era stato deciso di eliminare System e rimanemmo particolarmente sconvolte" raccontò Kim. "Pensavamo di aver fatto qualcosa di sbagliato, ma lui ci spiegò che dopo essere stato con noi al pub, Pete Waterman tornò in studio il giorno dopo e disse: 'Abbiamo bisogno di qualcosa di completamente diverso, che si presenti adeguatamente'". 
Il cambio di direzione funzionò; Showing Out raggiunse il terzo posto nelle classifiche britanniche nel 1986. Fu un relativo successo negli Stati Uniti, raggiungendo il numero 78, ma arrivò al numero 1 nella Dance Chart. Il loro singolo successivo Respectable raggiunse il numero uno in Gran Bretagna, dove vendette più di 800.000 copie. "Il seguito fu geniale" ricordò Kim; "iniziò a diventare un successo globale; Respectable ci portò semplicemente ad un altro livello".
Le sorelle divennero celebrità molto famose in Europa, in particolare in Gran Bretagna, ed erano note per il loro stile estetico che combinava l'abbigliamento da città metropolitana con l'alta moda (prima della loro carriera musicale Mel aveva lavorato come modella glamour). Il loro terzo singolo F.L.M. raggiunse il numero sette nel Regno Unito, mentre il loro singolo finale That's the Way It Is raggiunse la posizione numero dieci, dando loro una serie consecutiva di piazzamenti nella top ten nel Regno Unito. Nel febbraio 1988 Mel & Kim furono nominate come miglior artista rivelazione britannica ai Brit Awards, perdendo contro i Wet Wet Wet.
Nel 1985, prima della carriera discografica del duo, Mel era stata curata per un paraganglioma maligno, una forma di neoplasia che l'aveva colpita al fegato. Nel gennaio 1987 Mel iniziò ad accusare grossi problemi alla schiena, ritardando di conseguenza le riprese del video musicale di Respectable. Durante un viaggio promozionale in Giappone nel giugno 1987, il mal di schiena di Mel peggiorò notevolmente rendendola incapace di esibirsi; fu quindi costretta a rientrare nel Regno Unito su una sedia a rotelle. Esami medici mostrarono una recidiva del tumore a livello della spina dorsale di Mel. Le sorelle scelsero quindi di ritirarsi dalle scene, affinché Mel potesse sottoporsi ai necessari trattamenti chemioterapici, cercando nel contempo di mantenere la diagnosi nascosta al pubblico ed a molti colleghi. Gli impegni in studio pianificati con l'ingegnere del suono PWL Yoyo, con il quale le sorelle intendevano sviluppare composizioni proprie, furono di conseguenza annullati. 
Le riprese della loro esibizione al Montreux Jazz Festival furono usate per assemblare il video musicale F.L.M., con le sorelle rappresentate principalmente da una coppia di marionette a loro somiglianti. I media cominciarono ad ipotizzare che Mel fosse in cura per un cancro, ma per loro scelta entrambe le sorelle lo negarono categoricamente, affermando invece che Mel aveva subito un debilitante infortunio alla schiena mentre ballava. La verità venne fuori a causa di una giornalista che si presentò a casa delle sorelle Appleby spacciandosi per infermiera e raccontando di essere lì su incarico dell'ospedale; la notizia divenne così di dominio pubblico.
Kim in seguito confessò di essere rimasta "devastata" dal video di F.L.M., pesantemente stroncato dalla critica, non essendo stata consultata sul suo contenuto e avendolo visto per la prima volta solo quando fu trasmesso in TV. La cantante, che raccontò che sua sorella Mel era altrettanto insoddisfatta del videoclip, aggiunse che avrebbe preferito che non fosse stato pubblicato alcun video. Nick East definì retrospettivamente il video come un "errore".
Nel documentario Stock Aitken Waterman - Legends of Pop trasmesso nel 2023 da Channel 5 vennero raccontati alcuni retroscena sulla sessione di registrazione di That's The Way It Is alla quale Mel volle partecipare a tutti i costi, chiedendo le dimissioni volontarie dall'ospedale. Fu deciso di mandar via tutti i presenti in studio, tranne quelli strettamente necessari alla fase di registrazione, in quanto si pensava che troppe persone potessero creare disagio a Mel viste le sue condizioni di salute, ma alla fine su sua esplicita richiesta vennero tutti riammessi; lo studio si riempì nuovamente di gente e la registrazione fu effettuata. Alla fine del brano si sente una risata di Mel, lasciata lì come ricordo del suo carattere allegro, solare ed estroverso. 
That's The Way It Is venne pubblicato nel mese di febbraio del 1988 e divenne il loro quarto successo consecutivo nella top 10 del Regno Unito. Il lato B , You Changed My Life, fu composto dalle sorelle durante il trattamento chemioterapico di Mel e fu proposto ai produttori come potenziale nuovo singolo. 
Il lavoro su un secondo album prodotto da Stock, Aitken & Waterman venne accantonato a causa dello stadio avanzato della malattia di Mel. Entrambe le sorelle apparvero nel programma televisivo di Terry Wogan nell'aprile 1988 mentre Mel era ancora in cura, come parte della "Settimana Europea Contro il Cancro". Più tardi, verso la fine dell'estate 1988, dopo che Mel ebbe terminato la chemioterapia, il duo apparve a Good Morning Britain per promuovere la creazione di reparti di oncologia per ragazzi negli ospedali britannici. 
Le sorelle si ritirarono quindi di nuovo dalle scene mentre scrivevano canzoni per un secondo album; molti di questi brani apparvero in seguito nell'album di debutto da solista di Kim. In un'intervista televisiva con Trisha Goddard nel 2005, Kim rivelò di aver saputo che la malattia di Mel aveva raggiunto la fase terminale a metà del 1989.
Il 18 gennaio 1990 Mel morì improvvisamente di polmonite dopo aver contratto un raffreddore; il suo sistema immunitario era fortemente indebolito a causa della chemioterapia.
Nel gennaio 2018 il sito ufficiale di Mel & Kim annunciò l'uscita di una traccia demo incompiuta e inedita, Where Is Love; la canzone è stata pubblicata nel febbraio 2018.

## Il dopo Mel & Kim
Con l'aiuto del suo allora fidanzato, l'ex bassista dei Bros Craig Logan, Kim si lanciò in una carriera da solista con gran parte del suo album di debutto composto da canzoni scritte insieme a Mel, per quello che avrebbe dovuto essere il successivo album "Mel and Kim". 
L'album, Kim Appleby, conteneva il suo singolo di debutto da solista "Don't Worry", che raggiunse il secondo posto nelle classifiche britanniche nel novembre 1990.
Un singolo successivo "GLAD" fu anch'esso un successo nella Top 10 del Regno Unito. I singoli successivi del suo album di debutto furono "Mama" [#19] e "If You Cared" [#44]. Il secondo album di Kim Breakaway non fu un successo commerciale ed ebbe un'uscita limitata.
Pubblicò altri tre singoli, "Light of the World" [#41, 1993], "Breakaway" [#56, 1993] e "Free Spirit" [#51, 1994]. Un singolo scaricabile solo chiamato "High" fu pubblicato nel 2007.
Nel 2010 è stata pubblicata un'edizione deluxe di FLM su doppio disco , che includeva tracce bonus estese, oltre al singolo "That's The Way It Is" e vari remix dei successi originali.
Nell'ottobre 2019, la Cherry Red Records ha pubblicato un cofanetto di sette CD singoli di Mel & Kim

## Discografia

### Album in studio
- 1987 – F.L.M.

### Singoli
- 1986 – Showing Out (Get Fresh at the Weekend)
- 1987 – Respectable
- 1987 – F.L.M
- 1988 – That's the Way It Is
- 1988 – More Than Words Can Say
- 1988 – I'm the One Who Really Loves You
- 1990 – Megamix Ninety!